# Werner Beiter

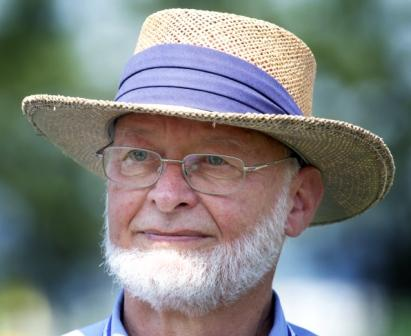
Werner Beiter, 2009

Werner Beiter (* 18. März 1939 in Schwenningen am Neckar; † 25. November 2014) war ein deutscher Konstrukteur, Werkzeugmacher und Erfinder im Bereich Kunststofftechnik. Einen Namen machte sich Werner Beiter vor allem mit Neuerungen an Bogen für den Bogensport.

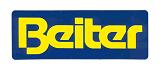
Firmenlogo

## Leben
Werner Beiter lernte den Beruf des Werkzeugmachers. Er war Werkzeugmachermeister und Konstrukteur. Seine vielen Neuerungen im Bereich der Mikroplastik brachten ihm sehr bald Anerkennung ein.
Werner Beiter gründete 1968 in Schwenningen am Neckar ein Konstruktionsbüro für Kunststoffteile und Spritzgießwerkzeuge. Aus diesem Konstruktionsbüro entstand eine zweite Firma. Zunächst wurden auf einer Spritzgießmaschine kleine Präzisionsspritzgießteile hergestellt, die damals als nichtherstellbar galten, zum Beispiel Zahnräder mit Modul m < 0,2 mm.
Weiterhin wurden Kleinstteile für die Fotoindustrie entwickelt und produziert. Diese zweite Firma vergrößert sich derart, dass das Konstruktionsbüro nicht mehr für Fremdfirmen arbeitete, sondern nur noch für die Entwicklung und Fertigung der Firma Beiter.
Der Umzug in ein größeres Produktionsgebäude in Schwenningen 1972 wurde wegen der Ausweitung der Produktpalette notwendig. Zu diesem Zeitpunkt erfolgt bereits die Entwicklung, Konstruktion und Fertigung von Spritzgießwerkzeugen durch den eigenen Werkzeugbau für Antriebe von Vertikaljalousien, Feinwerktechnik, Uhrentechnik, Elektrotechnik, Elektronik und Medizintechnik sowie die Produktion der entsprechenden Kunststoffteile.
1979 zog die Firma nach Dauchingen in eine neu gebaute Produktionshalle um. Die Firma Werner Beiter zählte inzwischen zehn Mitarbeiter.
In den 1980er Jahren kam es zu Erweiterungen der Produktpalette in der Medizintechnik (z. B. Implantate: Knochenplatten und Knochenschrauben aus resorbierbaren – vom menschlichen Körper aufnehmbaren – Kunststoffen). Außerdem wurden unter anderem medizinische Kunststoffteile für die Laparoskopie, Endoskopie und Arthroskopie entwickelt und produziert.

## Bogensport
Im Jahr 1985 erfolgten erste Forschungen, Entwicklungen, Konstruktionen auf dem Gebiet des Bogensports und darauffolgend die Produktion von Kleinteilen: vorerst der Nockpunkt und die Nocke, die beide weltweit patentiert wurden und bis heute weltweit anerkannt sind. Die Bogensport-Zubehörpalette wurde stetig ausgeweitet und umfasst nun Klicker, Scheibennägel, Plunger, Visiertunnel, Armschutz, Scope, Stabilisatoren und Werkzeug.
Grundlage vieler Entwicklungen von Werner Beiter waren Aufnahmen mit einer Hochgeschwindigkeitskamera, meist mit 6000 bis 8000 Bildern pro Sekunde. Die ersten kommerziell veröffentlichten Hochgeschwindigkeitsaufnahmen im Bogensport stammen von Werner Beiter.
Beiter-Bogensportzubehör wird in über 90 Ländern der Welt verkauft und verwendet.

## Auszeichnungen
- Goldener Pfeil der FITA – 2009
- Europäischer Kunststoffpreis
- Deutscher Kunststoffpreis